# Liste des personnalités françaises d'origine géorgienne
Cette liste des personnalités françaises d'origine géorgienne regroupe des personnalités de nationalité française qui étaient à l'origine de nationalité géorgienne, ou qui étaient apatrides d'origine géorgienne selon les critères de l'Office français de protection des réfugiés et apatrides ou dont les parents appartenaient à l'une de ces deux catégories. Celles qui ont vécu en France temporairement ou définitivement, et qui n'ont pas pris la nationalité française, ne figurent pas dans cette liste.
Elle comporte, entre autres, des architectes, des cinéastes, des comédiens et des comédiennes, des compositeurs, des conseils en entreprise, des danseuses, des diplomates, des directeurs, des docteurs en médecine, des écrivains, des interprètes, des jazzmen, des femmes de lettres, des hauts-fonctionnaires, des ingénieurs, des journalistes, des militaires, des organistes, des orfèvres, des peintres, des pianistes, des religieux, des scientifiques, des sculpteurs, des sportifs et des universitaires. 
La transcription des patronymes géorgiens en langue française a changé depuis la fin du XXe siècle.

## Liste alphabétique des personnalités françaises d’origine géorgienne
- Haut – A
- B
- C
- D
- E
- F
- G
- H
- I
- J
- K
- L
- M
- N
- O
- P
- Q
- R
- S
- T
- U
- V
- W
- X
- Y
- Z

### A
- Thémouraz Abdouchéli (1924-2006)[2],[3], psychiatre
- Maryam d'Abo[4], comédienne
- Alex Abouladzé (1945-1978)[5], poète
- Giga Abuashvili[6], champion de France de judo
- Marie Amachoukeli, cinéaste
- Dimitri Amilakvari (1906-1942)[7],[8], lieutenant-colonel
- Konstantin Andronikachvili (1916-1997)[9], interprète
- Roland Assathiany (1910-2008)[10],[11], directeur de cabinet ministériel
- Sossipatré Assathiany (1876-1971)[12],[13], officier de protection
- Irakly Avaliani[14],[15], pianiste
- Tristan Avaliani[16], champion de France de judo

### B
- Kéthévane Bagration de Moukhrani, diplomate
- Tsiala Bénard[17],[18], biologiste
- Darédjane Bérékachvili[19],[20], sculpteur
- Georges Bériachvili[21],[22], pianiste
- Djémal Bjalava[23],[24], sculpteur
- Khatia Buniatishvili[25],[26], pianiste

### C
- Hélène Carrère d’Encausse[27], secrétaire perpétuel de l’Académie française
- Georges Charachidzé (1930-2010)[28],[29], universitaire
- Othar Chedlivili, organiste

### D
- Serge Davri (1919-2012), comédien
- Artchil Davrichachvili[30],[31], recteur de paroisse
- Irakli Davrichewy[32],[33], jazzman
- Kéthévane Davrichewy[34],[35], femme de lettres
- Alexis Djakéli[36],[37], metteur en scène
- Alexandre Djintcharadzé (1896-1970)[38],[39], lieutenant-colonel

### E
- Patricia Eligoulachvili, comédienne
- Raphaël Eligoulachvili, compositeur

### G
- Dominique Gauthier-Eligoulachvili[40],[41], universitaire
- Thorniké Gordadzé[42],[43], universitaire
- Goudji[44],[45], orfèvre

### I
- Otar Iosseliani[46],[47], cinéaste

### K
- Vassili Karist[48],[49], écrivain
- Tea Katukia[50], journaliste et diplomate franco-géorgienne, ambassadeur de Géorgie en France,
- Guy Kédia (1934-2016)[51],[52], journaliste
- Claude de Kémoularia (1922-2016)[53],[54], banquier et diplomate
- Michel Khoundadzé (1898-1983)[55],[56], directeur à l’international
- Alexis Kintzourichvili (1900-1976)[57],[58], lieutenant-colonel
- Nino Kirtadzé[59],[60], cinéaste
- Pierre-Alexis Kobakhidzé (1932-2020)[61],[62], architecte-urbaniste

### M
- Nino Maisuradze[63],[64], championne de France d'échecs
- Georges Mamoulia[65],[66], historien
- Henri Matchavariani[67],[68], peintre
- Serge Méliava (1937-2011), ingénieur et président de l'Association géorgienne en France de 1989 à 1992[69],[70]
- Luc Méloua (1936-2010)[71],[72], ingénieur et journaliste
- Mirian Méloua[73],[74], ingénieur et journaliste
- Maria Meriko (1920-1994)[75],[76], comédienne
- Luka Mkheidzé[77],[78], champion de France de judo
- Michel Mouskhély (1903-1964)[79],[80], universitaire

### N
- Thamaz Naskidachvili[81],[82], conseil en entreprise et comédien, président de l'Association géorgienne en France de 1981 à 1986
- Révaz Nicoladzé (1930-2016)[83],[84], docteur en médecine et auteur

### O
- Georges Odichélidzé (1899-1970)[85],[86], lieutenant-colonel
- Nodar Odichélidzé[87], conseil en entreprise, président de l'Association géorgienne en France de 1994 à 1997

### P
- Ethery Pagava[88],[89], danseuse
- Vera Pagava (1907-1988)[90],[91],peintre
- Goulnara Pataridzé (1943-2003)[92],[93], journaliste
- Othar Pataridze[94], directeur général, président de l'Association géorgienne en France de 1986 à 1989
- David Prangishvili[95],[96], biologiste

### R
- Victoria Ravva[97],[98], championne de France de volley-ball
- Marie-Hélène Roukhadzé[99],[100], femme de lettres

### S
- Guia Sardjvéladzé[101], directeur associé, président de l'Association géorgienne en France de 2003 à 2006

### T
- Alexis Tchenkéli (1904-1985)[102],[103], colonel
- Nicolas Tokhadze (1901-1975)[104],[105],  lieutenant-colonel
- Achille Tzitzichvili de Panaskhet (1916-2010)[106],[107], architecte

### V
- Félix Varlamichvili (1903-1986)[108],[109], peintre
- Jean Vatchnadzé (1899-1976)[110],[111], lieutenant-colonel
- Lia Vodé[112],[113], haut fonctionnaire, présidente de l'Association géorgienne en France de 1992 à 1994

### Y
- Dimitri Yachvili[114], champion de France de rugby
- Michel Yachvili[114],[115], champion de France de rugby

### Z
- Davit Zirakashvili, champion de France de rugby
- François Zourabichvili (1965-2006)[116], philosophe
- Nicolas Zourabichvili[117],[118], compositeur
- Othar Zourabichvili[119],[120], docteur en médecine, président de l'Association géorgienne en France depuis 2006
- Salomé Zourabichvili[121],[122], diplomate franco-géorgienne, présidente de la République de Géorgie (2018-...)
- Tariel Zourabichvili (1930-2020)[123],[62], ingénieur, président de l'Association géorgienne en France de 1997 à 2003